# بندر بیلا
بندر بیلا نام ناحیه ای بندری در جنوب غربی منطقه باری و شمال غربی کشور سومالی است. این بندر در زمین‌لرزه ۲۰۰۴ اقیانوس هند که سونامی بزرگی در پی داشت، آسیب بسیاری دیده است.